# 葛飾区立葛美中学校
葛飾区立葛美中学校（かつしかくりつ かつみちゅうがっこう）は、東京都葛飾区水元2丁目にある公立中学校。

## 概要
1978年4月1日に開校。

## 教育目標
人間尊重の精神を基調とし、知性と感性に富み、心身ともに健康で人や社会の発展のために貢献できる豊かな人間性を育成するため、次の目標を掲げる。
『美しい心を養う』
- 自ら進んで学ぶ心を養う。(主体的に課題を見付け、判断し、解決していく)
- 思いやりの心を養う。(人と人とのかかわりを大切にし、相手の気持ちを理解する)
- 何事にも挑戦し、がんばる心を養う。(一つ一つの活動に精一杯取り組む)

## アクセス
- 金町駅から徒歩28分（経路案内）
- 京成バスリブレ京成、水元2丁目から徒歩2～3分
  - 金町62系統　西水元三丁目行き・大場川水門行き[3]
  - 金町駅北口～リブレ京成（乗車13分）

## 著名な出身者
- 木下優樹菜（元タレント）